# 金原亭馬生 (9代目)
九代目金原亭 馬生（きんげんてい ばしょう、1887年1月13日 - 1949年1月1日）は、主に大正・昭和期にかけて活躍した落語家。本名∶小林 捨吉。

## 経歴
初めは1910年3月に四代目橘家圓喬門下に入門し、東喬を名乗る。その後、大阪に移住していた五代目金原亭馬生門下に移籍し、1913年2月に金原亭馬きんとなり真打昇進。吉本興行部に所属していた。
師匠が1919年に帰京した後も上方で活動し、1926年11月、金原亭馬生を襲名。
後に東京に戻るが、既に1939年に八代目金原亭馬生がいたので4年間だけ浅草亭馬道と改名した。八代目馬生没後の1944年2月に再度、馬生襲名。
1949年元旦に死去。享年62。墓所は台東区東淵寺。

## 芸歴
- 1910年3月∶四代目橘家圓喬に入門、東喬を名乗る。
- 五代目金原亭馬生門下に移籍。
- 1913年2月∶金原亭馬きんとなり真打昇進。
- 1926年11月∶金原亭馬生を襲名。
- 1939年∶浅草亭馬道と改名。
- 1944年2月∶馬生襲名。
- 1949年∶元旦に死去。